# Вила ди Молвена (Виченца)
Вила ди Молвена је насеље у Италији у округу Виченца, региону Венето.
Према процени из 2011. у насељу је живело 570 становника. Насеље се налази на надморској висини од 88 м.